# Oran (stad in Algerije)

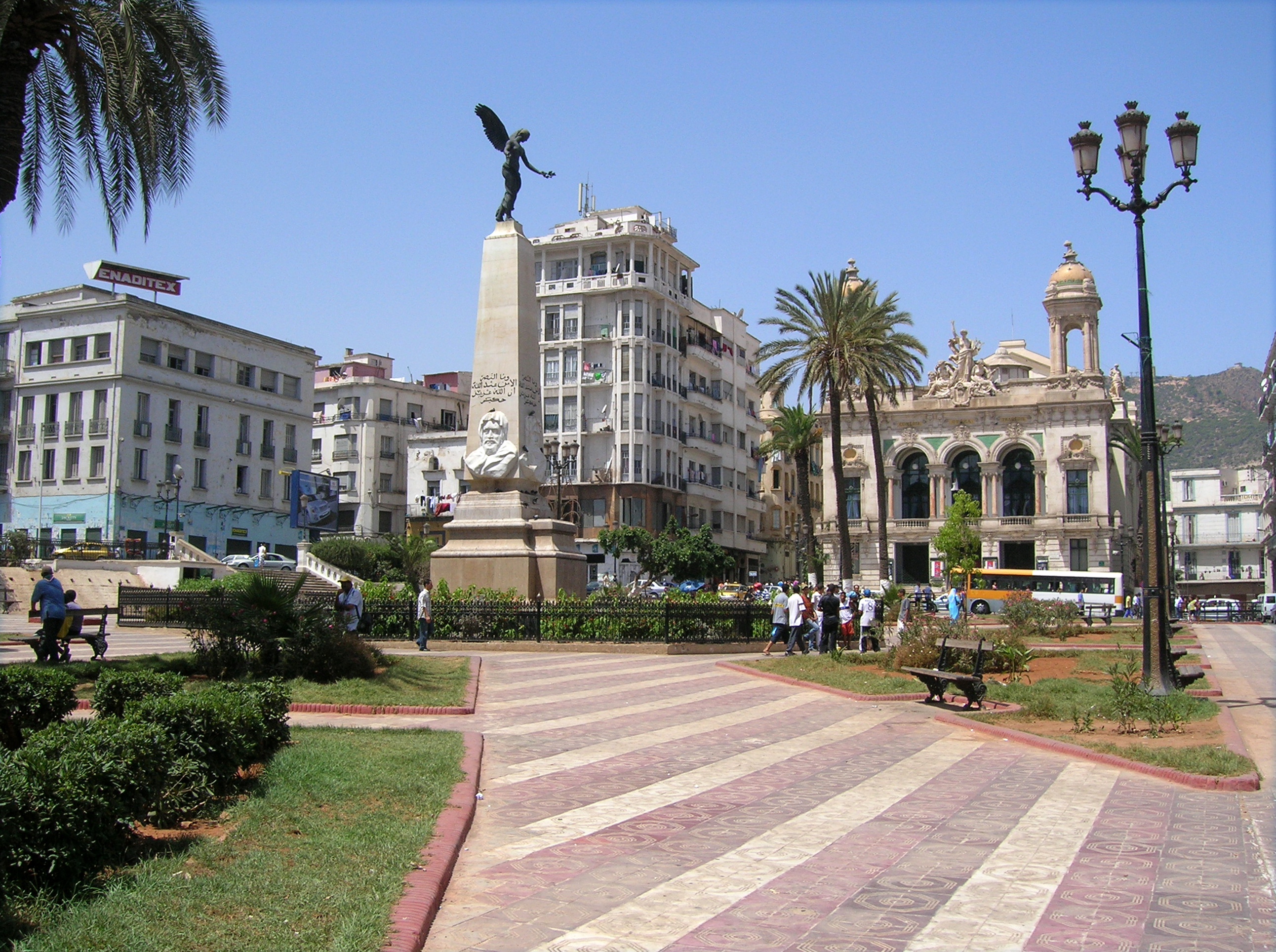
Plein van 1 november

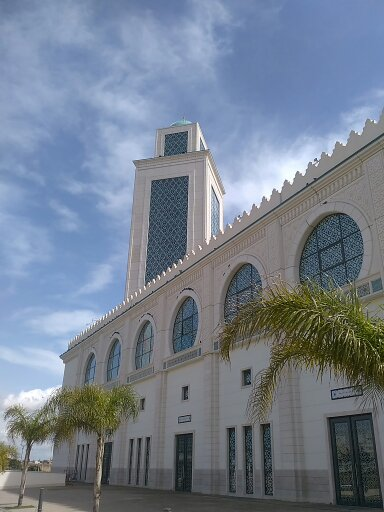
Abdelhamid Ben Badis Moskee

Oran, van het Berbers: ihran wat de leeuwen betekent, is een stad in het noordwesten van Algerije, gelegen aan de Middellandse Zee. Er woonden 609.014 mensen bij de volkstelling van 2008, waarmee het na Algiers de tweede stad van het land is. Oran is hoofdstad van de provincie Oran. In de agglomeratie van Oran wonen ongeveer 2 miljoen mensen.
Oran is een belangrijke havenstad en universiteitsstad.

## Geschiedenis
Oran is in de 10e eeuw n.Chr. gesticht door de Moren en groeide dankzij zijn haven. In 1492 en 1502 ving de stad Moren op die verdreven waren uit Spanje na de Reconquista. Toen de handel via de afnam, werd Oran een uitvalbasis voor piraten. De stad werd door de Spanjaarden veroverd in 1509. Vanaf 1708 maakte de stad deel uit van het Ottomaanse Rijk. In 1732 werd Oran weer Spaans als reactie op de activiteiten van piraten daar. De stad werd grotendeels vernield door een aardbeving in 1790. Van 1791 tot 1831 maakte de stad opnieuw deel uit van het Ottomaanse Rijk, tot de Fransen het veroverden.
De Fransen bouwden in 1866 een tweede stadsmuur. Zij bouwden de haven van Oran uit en vestigden er een vlootbasis. En zij bouwden een Europese wijk, La Ville Nouvelle.

### Tweede Wereldoorlog
Gedurende de Tweede Wereldoorlog was Oran onderdeel van Vichy-Frankrijk, tot het aan het einde van 1942 door de geallieerden werd veroverd.
Op 3 juli 1940 bombardeerde en vernietigde de Britse koninklijke marine verscheidene Franse oorlogsschepen in de haven van Oran nadat zij weigerden te reageren op een Brits ultimatum dat ervoor moest zorgen dat wat overbleef van de Franse oorlogsvloot niet in Duitse handen zou vallen. Hierbij vielen 1297 doden aan Franse zijde. Deze actie - ook gekend als de aanval op Mers-el-Kébir - versterkte de haat van Vichy-Frankrijk tegen Groot-Brittannië voorgoed, maar overtuigde de wereld, met name de Verenigde Staten, van de Britse wil om ook alleen te blijven vechten tegen nazi-Duitsland en zijn bondgenoten.
In november 1942 startten de geallieerden Operatie Torch, drie landingen op de Noord-Afrikaanse kust. De landingen vonden plaats bij Casablanca in Marokko, Oran en Algiers. Voor de kust van Oran kwamen 61 marinevaartuigen en 43 vrachtschepen bij elkaar voor de invasie in en om de stad. Oran, met ongeveer 200.000 inwoners, was zwaar verdedigd. Er waren 13 kustbatterijen, circa 16.700 soldaten, 100 vliegtuigen en diverse torpedobootjagers in de haven. Op 8 november gingen de troepen aan land; de landing op de stranden verliep gunstig, maar de landing in de haven zelf, Operatie Reservist, was een groot fiasco. Na twee dagen vechten, drongen de geallieerden door tot het centrum van de stad en bezetten het Franse hoofdkwartier. Op 10 november, rond het middaguur, hadden alle Franse troepen zich overgegeven.
De havenfaciliteiten waren redelijk onbeschadigd veroverd en al op 12 november 1942 werd de haven gebruikt voor het lossen van militair noodzakelijke lading. De haven lag in een smalle strook langs de kust en de stad lag daar direct achter op een hoger gelegen vlakte. In de haven konden 14 schepen tegelijk worden gelost. Het gebrek aan opslagruimte in de haven maakte een snelle afvoer naar landinwaarts gelegen depots noodzakelijk. Er werden 3.000 burgers aangenomen om de lading te verwerken. In februari 1943 werd een piek in de activiteiten bereikt; 38 Liberty-schepen werden gelost en ruim 200.000 ton lading aan wal gebracht. De rol van de haven nam daarna af; de strijd was verder naar het oosten, richting Tunesië, verschoven. Later heeft de haven nog een rol gespeeld bij de geallieerde landingen op Sicilië, Italië en het zuiden van Frankrijk.

### Onafhankelijkheid
Op 5 juli 1962 ontaardde de viering van de Algerijnse onafhankelijkheid in Oran in een massaslachting van Europeanen. Ongeveer 700 mannen, vrouwen en kinderen werden afgeslacht. Het Franse leger in Oran had opdracht om niet in te grijpen en deed dit op een uitzondering na dan ook niet.

## Geografie
Oran ligt aan een baai aan de Middellandse Zee. De stad ligt halverwege tussen Algiers en Tanger in Marokko en ligt van alle Algerijnse steden het dichtst bij Spanje.

## Economie
Samen met buurgemeente Mers el-Kébir met zijn belangrijke vissershaven, is Oran na Algiers de grootste haven van Algerije. De haven werd uitgebreid in 1948 met de aanleg van een 2,7 kilometer lange pier. Via de haven worden voornamelijk landbouwproducten uitgevoerd: graan, wijn, groenten en fruit. Oran heeft spoorverbindingen met Algiers, Béchar en Marokko en heeft ook een luchthaven in El-Senia.
De meeste industrie is gevestigd in de zuidelijke en zuidoostelijke rand van de stad. Het gaat om kleinere bedrijven in onder andere de voedselverwerking.

## Onderwijs
De universiteit van Oran werd gesticht in 1965. En de Université des Sciences et de la Technologie werd gesticht in 1975.

## Religie
De islam is de voornaamste religie in de stad. Belangrijke moskeeën zijn de Sīdī el-Haowri-moskee en de Grote Moskee uit 1796.
Sinds 1866 is Oran zetel van de katholieke bisschop van Oran.

## Cultuur
Het gemeentelijk museum heeft een collectie van Carthaagse en Romeinse artefacten en het museum van Tlemcen heeft een collectie islamitische kunst.
De volksmuziekstijl rai heeft zijn oorsprong in Oran.
Oran is de plaats waar het boek De Pest van Albert Camus zich afspeelt. Ook een deel van de roman Op de grenzen der woestijn van Jules Verne speelt zich af in Oran.

## Geboren in Oran
- Orane Demazis (= Henriette Burgart) (1894-1991), Frans actrice
- Emmanuel Roblès (1914-1995), Frans schrijver
- Yves Saint Laurent (1936-2008), Frans modeontwerper
- Hélène Cixous (1937), Frans feministisch auteur, dichteres, professor, filosoof, literair criticus en historicus
- Erez Biton (1941), Israëlisch dichter
- Jacques Davila (1941-1991), Frans filmregisseur
- Abdelkader Fréha (1942-2012), voetballer
- Guy Mardel (1944), Frans zanger
- Nicole Garcia (1946), Frans actrice en cineaste
- Anne Alvaro (1951), Frans actrice
- Louis Bertinac (1954), Frans gitarist en zanger (Téléphone)
- Étienne Daho (1956), Frans zanger, tekstschrijver en muziekproducent
- Sylvain Ephimenco (1956), Frans-Nederlands publicist en journalist
- Patricia Lavila (1957), Frans zangeres
- Alain Chabat (1958), Frans acteur, filmregisseur en producent
- Cheba Zahouania (1959), rai-zangeres
- Khaled (1960), zanger
- Valérie Benguigui (1961-2013), Frans actrice
- Fatiha Saïdi (1961), politica
- Henri Stambouli (1961-2023), voetballer en voetbaltrainer
- Mustapha Moussa (1962-2024), bokser
- Cheb Hasni (1968-1994), rai-zanger
- Ali Benarbia (1968), voetballer
- Djamel Haimoudi (1970), voetbalscheidsrechter
- Cheb Anouar (1974), rai-zanger
- Salim Iles (1975), zwemmer
- Mustapha Ghorbal (1985), voetbalscheidsrechter
- Hemza Mihoubi (1986), Algerijns-Frans voetballer

## Partnersteden
- Almería Spanje
- Alicante Spanje
- Bordeaux Frankrijk
- Caïro, Egypte
- Casablanca, Marokko
- Dakar, Senegal
- Durban, Zuid-Afrika
- Gdańsk, Polen
- Havana, Cuba
- Jeddah, Saoedi-Arabië
- Lyon, Frankrijk
- Metz, Frankrijk
- Oujda, Marokko
- Sfax, Tunesië
- Toulon, Frankrijk
- Zarka, Jordanië